# Stenbock
Stenbock eller alpstenbock (Capra ibex) är en art inom getterna som förekommer i Alperna. Arten var i början av 1800-talet nästan utrotad men har efter intensiva skyddsåtgärder återhämtat sig.

## Utseende
En vuxen stenbock av hankön är i genomsnitt 150 till 160 centimeter lång och har en mankhöjd på 95 till 98 centimeter. Hos honor är den genomsnittliga kroppslängden 135 centimeter och mankhöjden 73 centimeter. Honor väger 17 till 36 kilogram medan hannar kan väga 60 till 117 kilogram. Båda kön har sin största vikt under hösten och de är lättast efter vintern. Bockarnas böjda horn kan bli upp till en meter långa (69 till 98 centimeter) medan honornas horn bara är några centimeter långa (18 till 35 centimeter) och nästan raka. Båda könen har getternas typiska skägg. Hannar har under sommaren mörkbrun päls medan honorna är rödaktiga eller gulbruna. Under vinterhalvåret har bägge kön en gråaktig päls.
Sommarpälsen är kort och saknar underull medan den långa och ulliga vinterpälsen har underull.
I motsats till nubisk stenbock (Capra nubiana) och sibirisk stenbock (Capra sibirica) saknar arten påfallande fläckar på frambenen. På varje sida i överkäken förekommer inga framtänder, ingen hörntand, 3 premolarer och 3 molarer. Underkäken har däremot 3 framtänder, en hörntand, 3 premolarer och 3 molarer på varje sida.

## Utbredning
Stenbocken förekommer i Alperna i regionen mellan skogs- och isgränsen. På så sätt når den höjder upp emot 3000 meter över havet. Under vinterhalvåret vistas den vanligen i lägre regioner och även under sommaren uppsöker den bergsängar i lägre zoner för att leta efter föda. Bara för att vila klättrar stenbocken till höga höjder.

## Ekologi

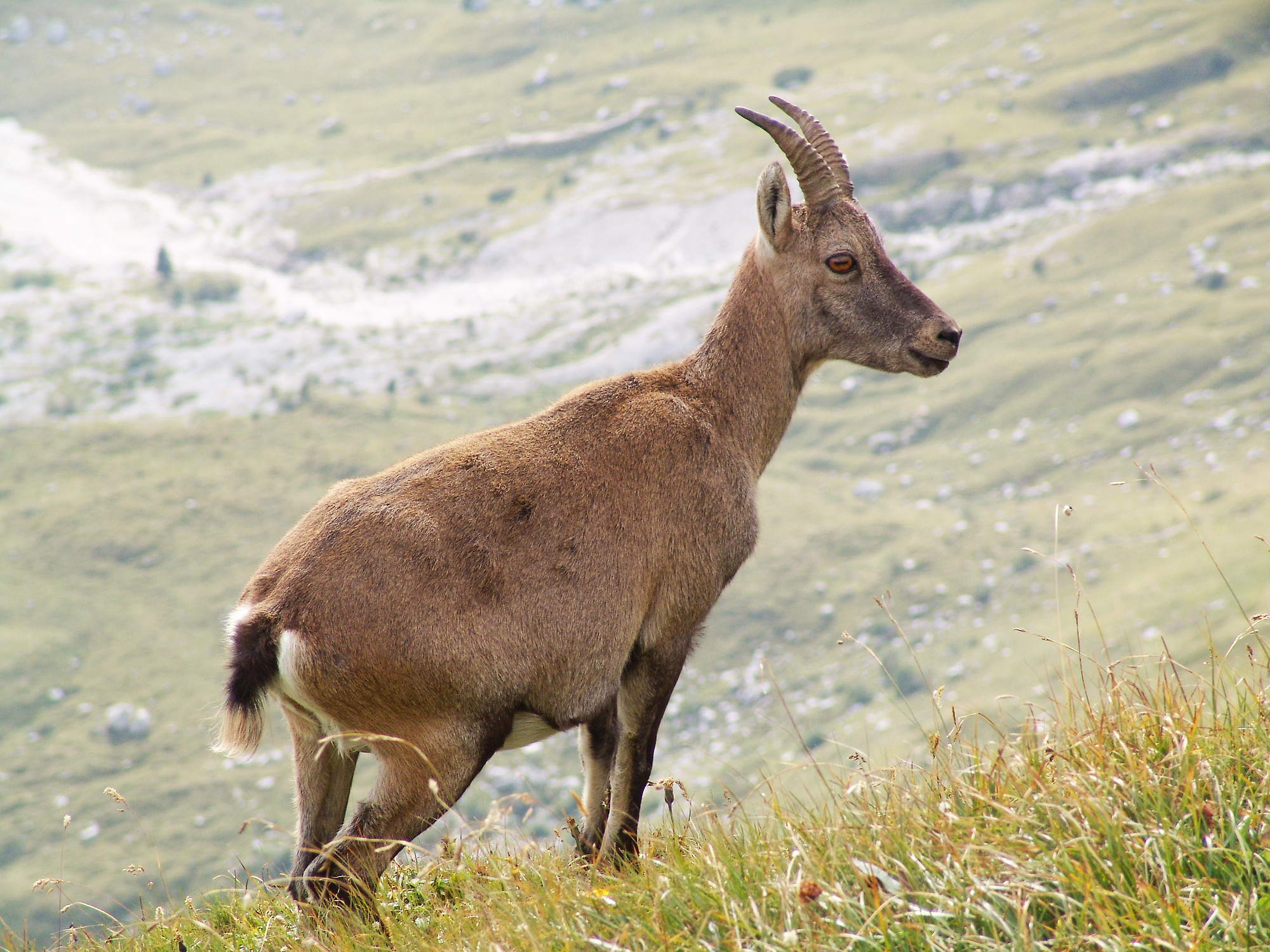
Stenbock i Slovenien.

Honor och deras ungar lever i hjordar som består av tio till tjugo individer. Dessutom finns det mindre grupper av unga inte fullt utvecklade hannar och hannar som lever ensamma. Under parningstiden, som infaller i december-januari, uppsöker hannarna en grupp med honor och försöker att få kontroll över hjorden. Mellan konkurrerande hannar uppstår vanligen strider. En hanne måste vara minst 6 år gammal för att ha chansen att vinna dessa strider. Framgångsrika hannar stannar hos hjorden de övriga vintermånaderna och lämnar den under våren.
Arten äter huvudsakligen gräs och i mindre mått tvåhjärtbladiga växter som kompletteras med kvistar och blad från buskar samt med mossa, lav och barr.
Efter dräktigheten som varar i 5 till 6 månader föder honan i maj eller juni en unge, i sällsynta fall två. Ungen kan kort efter födelsen gå men får di ungefär under ett år av honan. Stenbocken kan bli tjugo år.

## Stenbocken och människan

### Status och hot
Stenbocken spelade tidigare en betydande roll i folktron hos Alpernas befolkning och det ansågs att djurets kroppsdelar och blod samt till och med avföringen hade läkande egenskaper som hjälpte mot olika slags sjukdomar. Därför jagades arten tills den nästan var utdöd. Vid början av 1800-talet var stenbocken försvunnen i hela bergsregionen med undantag av 100 individer i italienska Gran Paradiso. Forstmästaren Josef Zumstein och naturvårdaren Albert Girtanner övertygade de lokala myndigheterna 1816 att inrätta skyddsåtgärder för dessa djur. 1854 bestämde kungen Viktor Emanuel II att dessa djur stod under hans personliga skydd. Tack vare dessa insatser och lyckad återinföring i andra regioner finns arten idag med större bestånd i sitt ursprungliga levnadsområde. Alla stenbockar som lever idag är släktingar till de nämnda 100 individerna.
Populationen uppskattas idag till 30 000 till 40 000 exemplar. Stenbockar anses i sitt levnadsområde som nyttiga på grund av att de för turister till Alperna. Å andra sidan har undersökningar visat att erosionen ökar i regioner med stenbockar.

### I populärkultur
Linuxdistributionen Ubuntus version 8.10 har givits namnet "The Intrepid Ibex", vilket betyder "Den Orädda Stenbocken"

## Systematik
Alpstenbocken är en av flera arter i släktet getter som bär trivialnamnet "stenbock". Tidigare räknades den på grund av ytliga likheter tillsammans med nubisk stenbock (Capra nubiana) och sibirisk stenbock (Capra sibirica) till en gemensam art. Men genetiska studier har visat att uppdelningen i tre arter beskriver situationen bättre. Angående de genetiska egenskaperna liknar alpstenbocken mera den spanska stenbocken (Capra pyrenaica) som däremot har en annan kroppsbyggnad.